# João Zorro
João Zorro ou Joham Zorro ou ainda Johan Zorro (fl. Lisboa, século XIII) foi um jogral, provavelmente português, ainda que a origem galega não esteja excluída, que exerceu a sua atividade artística em Portugal durante o reinado de D. Dinis.

## Obras
As suas obras encontravam-se transcritas no hipotético "Livro das Cantigas" hoje perdido mas que terá sido transcrito nos manuscritos quinhentistas chamados Cancioneiro da Biblioteca Nacional e Cancioneiro da Vaticana. São sobretudo cantigas de amigo, dez ao todo, e apenas uma cantiga de amor. A notação musical das suas cantigas não sobreviveu.
Tal como o também jogral Martim Codax cantou principalmente temas relacionados com o mar. Uma característica muito particular deste autor é o Ciclo "de Lisboa" (das "barcas" ou d'"El Rei de Portugal"), um conjunto uniforme em que o rei de Portugal (D. Dinis I) surge como interveniente e em que há uma referência consistente do lançamento ao mar de barcas dos estaleiros medievais de Lisboa (então chamados tercenas e que ocupavam o espaço onde foi posteriormente construído o Paço da Ribeira).
Uma outra célebre cantiga, a chamada "Bailia das avelaneiras" foi aparentemente citada pelo trovador galego Aires Nunes, o que, comprovando-se, significaria que a sua obra teria circulado entre as cortes de Dinis I de Portugal e Sancho IV de Leão e Castela.

### Lista
- - "Bailemos agora, por Deus, ai velidas"
  - "Cabelos, los meus cabelos"
  - "El-rei de Portugale"
  - "Em Lixboa, sobre lo mar"
  - "Jus'a lo mar e o rio"
  - "Mete el-rei barcas no rio forte"
  - "Os meus olhos e o meu coraçom"
  - "Pela ribeira do rio"
  - "Pela ribeira do rio salido"
  - "Per ribeira do rio"
  - "Quem visse andar fremosĩa"